# 和田幾子
和田 幾子（わだ いくこ、1943年3月14日 - ）は、日本の女優。本名は川辺 征子。京都府京都市出身。夫は俳優の川辺久造。

## 人物
1964年に前進座へ入団。『親鸞』など数々の作品に出演し演技を磨いた。テレビドラマでは、中村梅之助出演の時代劇などに数多く出演。
『ウルトラマン80』では桜ヶ丘中学校・野崎クミ教頭役を演じる。なお、野崎教頭が掛けていた黒縁眼鏡は私物で、設定では眼鏡を掛けない役柄だった（長谷川初範演じる主人公・矢的猛を叱りつける役柄だったため、親戚の子供からは嫌われてしまったという）。
現在はスナックを経営している。特技は日本舞踊、京都弁、茶道。

## 出演

### 舞台
- 風林火山
- 千姫春秋絵巻
- 残菊物語
- 桃太郎侍
- 心中天の網島
- 女殺油地獄
- 土佐堀川 恋の船のり込み
- ちかまつ夏ものがたり

### 映画
- 蒸発旅日記（2003年）

### テレビドラマ
- 竜馬がゆく（1968年、NHK）
- 鞍馬天狗（1969年、NHK） - 幾松
- 燃えよ剣 第11話「眞葛ヶ原の朝霧」（1970年、NET） - 冨香（芸者）
- 紅つばめお雪 第9話「悪さもさじ加減」（1970年、NET） - お縫
- 遠山の金さん捕物帳（NET）
  - 第20話「岡場所の女」（1970年） - おみの
  - 第52話「お岩に化けた男」（1971年） - お多津
  - 第119話「平手造酒を斬った男」（1972年） - お俊
  - 第139話「悪夢に追われた男」（1973年） - お島
- 天皇の世紀 第3話「先覚」（1971年、ABC）
- 大忠臣蔵 第41話「決闘 堀部安兵衛」（1971年、NET） - お花
- 必殺シリーズ（ABC / 松竹）
  - 必殺仕掛人 第32話「正義にからまれた仕掛人」（1973年） - 登世
  - 必殺仕業人 第13話「あんたこの神隠しどう思う」（1976年） - おとよ
  - 必殺仕事人 第45話「裏技欺しの十手業」（1980年） - つる
- 伝七捕物帳（1973年 - 1977年、NTV） - 小春
- 北斗の人（1974年、KTV）
- 助け人走る 第31話「狂乱大決着」（1974年、ABC / 松竹） - 沙登
- 染彩の女（1975年、CX）主演
- 痛快!河内山宗俊 第24話「手玉にとられた鬼三匹」（1976年、CX）
- 影同心II 第24話「そして影は去った!!」（1976年、MBS） - お園
- ポーラテレビ小説 （TBS）
  - 「さかなちゃん」（1976年 - 1977年） - 秀子
  - 「マリーの桜」（1980年） - 岡野光代
- 達磨大助事件帳 （1977年 - 1978年、ANB） - 七変化のお柳
- 鳴門秘帖（1977年、NHK）
- 若さま侍捕物帳 第6話「参上!!寄席ばやし」（1978年、ANB） - 山下角之進の妻・八重
- チェックメイト78 第17話「警部と死の同窓会」（1979年、ABC）
- 伝七捕物帳（1979年、ANB） - お新
- そば屋梅吉捕物帳（1979年 - 1980年、TX） - 小えん
- ウルトラマン80（1980年、TBS） - 野崎クミ教頭
- 朝の連続テレビ小説 / よーいドン（1982年 - 1983年、NHK）
- 宮本武蔵 NHK水曜時代劇（1984年、NHK）
- 土曜ワイド劇場 （ANB）
  - 「妻が三人いる家」（1984年）
  - 「遠野殺人事件・みちのく民話の里」（1992年） - 松永しげ子
  - 「温泉若おかみの殺人推理9」（2000年）
  - 「監察官・羽生宗一5」（2017年） ‐ 上田久代
- 銭形平次 第7話「猫が見ていた」（1987年、NTV）
- 春日局（1989年、NHK）
- 水戸黄門 第18部 第33話「天下を裁く御意見番 -江戸-」（1989年、TBS） - 萩島
- 長七郎江戸日記 第2シリーズ 第50話「桜川、母娘花」（1989年、NTV） - おすま
- 名奉行 遠山の金さん 第2シリーズ 第4話「暴かれた二つの顔の美人妻」（1989年、ANB / 東映） - おたつ
- 火曜スーパーワイド / 国際線スチュワーデス3人旅II（1989年、ANB）
- 京、ふたり（1990年 - 1991年、NHK）
- はぐれ刑事純情派 第4シリーズ（1991年） - 尾形玉枝 役
- 暴れん坊将軍IV 第33話「頑張れ! 登城拒否侍」（1991年、ANB） - 小林芳乃
- さすらい刑事旅情編IV 第17話「東京駅・消えた凶器・証言を拒んだ女」（1992年、ANB）
- おんなは度胸（1992年、NHK）
- 月曜ドラマスペシャル / 湯けむり仲居純情日記（1993年、TBS）
- 月曜ドラマスペシャル / 下町の熱血弁護士（1993年、TBS）
- ドラマ新銀河 / 愛をみつけた（1995年、NHK）
- 金曜エンタテイメント / 音の犯罪捜査官・響奈津子6（2003年、CX）
- 月曜ミステリー劇場 / カードGメン・小早川茜6（2003年、TBS） - 本郷浩の母親
- 火曜サスペンス劇場 / 下町・銭湯騒動記4（2004年、NTV）
- はんなり菊太郎2〜京・公事宿事件帳 第6話「旅立ち」（2004年、NHK）
- 月曜名作劇場 / 鑑識捜査官 亀田乃武夫の臨場ファイル （2017年8月7日、TBS） - 田中フキ[3]

### その他の番組
- 一枚の写真（1990年、CX）
- ウルトラ情報局（2010年、ファミリー劇場）
- クイズ!脳ベルSHOW（2020年、BSフジ）